# Cáceres
För andra betydelser, se Cáceres (olika betydelser).
Cáceres (spanskt uttal: [ˈkaθeɾes]
 ( lyssna)) är en stad och kommun i den autonoma regionen Extremadura i västra Spanien. Staden ligger cirka 250 kilometer sydväst om Madrid. Cáceres är huvudort i provinsen med samma namn. Kommunen har 96 441 invånare (2024), på en yta av 1 750,23 km². Cáceres är Spaniens största kommun sett till ytan.
Den medeltida staden är ett Unesco-världsarv sedan 1986.